# 姚可傑
姚可傑（1967年10月25日—），台灣知名歌手、東方快車（2006年重組後改名為搖滾東方）主唱，高亢嘹亮的嗓音為個人特色。樂團解散後淡出樂壇多年，於2015年7月10日再推出首張個人專輯《面對太陽 Facing The Sun》。2020年後亦陸續創幾首單曲。

## 出道
1988年姚可傑與鼓手郭名虎（Tiger）共組「Telepathy樂團」，參加「第一屆全國熱門音樂大賽」（熱音賽）獲得第二名，被音樂製作人翁孝良發掘，隨及與貝斯手盛子貞（小盛）、第一任吉他手劉哲維（小偉）組成東方快車合唱團。
1988年8月，姚可傑與「Telepathy」樂團錄製「第一屆全國熱門音樂大賽」（熱音賽）推出的《烈火青春》合輯（原名為《第一屆全國熱門音樂大賽紀念專輯》）歌曲。
1990年，東方快車合唱團以專輯《將你的靈魂接在我的線路上》榮獲第2屆金曲獎最佳演唱組獎。

## 音樂作品

### 東方快車
| 專輯名稱                 | 發行製作            | 曲目 |
| 就讓世界多一顆心         | 1989年 飛碟唱片     | 01.就讓世界多一顆心 02.午夜電影街 03.暴風雨 04.我沒有勇氣拒絕愛我的人 05.小站 06.趕在太陽的前方 07.不想放過的溫柔 08.快車搖滾 09.擁抱未來 10.孩子                                       |
| 將你的靈魂接在我的線路上 | 1989年 飛碟唱片     | 01.將你的靈魂接在我的線路上 02.讓我的愛情沒有黑夜 03.沒有人聽我說話 04.孤獨英雄 05.把你的愛情當成能源借給我 06.冰河期 07.不熄的火焰 08.憂傷的午夜頻率 09.你用什麼方式來愛我 10.封閉的愛 |
| 搖滾寓言                 | 1991年 飛碟唱片     | 01.紅紅青春敲啊敲 02.Hold on all night 03.沈默大街 04.我有一顆轉動不停的心 05.用力的擁抱 06.我能感覺你 07.向地心飛去 08.不能停止愛你 09.Run Run Run 10.預言                             |
| 戰火                     | 1992年 科藝百代     | 01.I Love You 02.已經到了時候 03.狂熱的愛 04.Gine 05.我的路比你難走 06.牽引著你的心 07.我在你身邊 08.天長地久 09.戰火 10.奮起飛揚的心                                                   |
| 太陽依然出現在東方       | 1993年 科藝百代     | 01.Fall In Love 02.讓相愛的心緊緊擁抱 03.輕輕張開你的眼睛 04.天堂就在你左右 05.背叛我的日子 06.太陽依然出現在東方 07.溫暖 08.找回你的心 09.把握住你的愛 10.親愛的你去那裡               |
| 星期六的搖滾 Party       | 1994年 科藝百代     | 01.星期六的搖滾Party 02.是淚還是嘆息 03.有夢沒有風 04.刻在我心上 05.用力的愛 06.我不是不愛你 07.你的世界只有我不懂 08.我願意 09.關不掉心中的想念 10.多少請說一點話                      |
| 2006 紅紅青春            | 2006年 喜瑪拉雅音樂 | 01.2006紅紅青春 02.用愛交換自由 03.Flying 04.Set me free |

### 姚可傑
| 面對太陽 | 2015年 米樂士娛樂 | 01.火種 02.闖 03.以後留給以後 04.對得起自己 05.最後的今天 06.今年 07.面對太陽 08.洗禮 09.冰凍愛情 10.起初（feat. 邰正宵） |

#### 備註
- 註1：另有兩首隨著電影發表的歌曲，收錄於張雨生的專輯（電影「七匹狼」原聲帶）中。可以確定的是，這兩首歌的主唱都是姚可傑，用東方快車的名義發表，從該專輯錄音帶所附贈的內頁照片來看，「七匹狼」時代的的東方快車是四人組合，吉他手楊振華,貝斯手盛子貞,後來加入了鍵盤手侯志堅。在當時，姚可傑和郭名虎還有另一個樂團叫Telepathy（當時組此團參加熱門音樂大賽）。

1. 我至少可以給你什麼
2. 宇宙征服者

- 註2：1992年跳槽到EMI唱片，曾因為版權問題改名為東方樂團。
- 註3：另有翻唱張雨生的一首曲子寂寞，收錄於雨生歡禧城CD2中
- 註4：2006年10月，東方樂團重新以搖滾東方樂團重組出發，並發行一張EP。成員包括姚可傑、楊振華、侯志堅。

### 合輯
- 1988《烈火青春》
- 1989《七匹狼》
- 2001《重回搖滾舞台：群星紀念薛岳逝世十週年演唱會》

## 演唱會
| 地點 | 地點             | 演唱會名稱                                       | 舉行日期       | 共同演出                                   | 備註                    |
| ---- | ---------------- | ------------------------------------------------ | -------------- | ------------------------------------------ | ----------------------- |
| 台北 | 板橋音樂公園     | 板橋躍昇之夜演唱會                               | 2010年9月11日  | 楊振華、幻眼合唱團                         | 拼盤演唱會              |
| 台北 | 台北小巨蛋       | ROCK4 風林火山搖滾演唱會                         | 2010年9月29日  | 黃大煒、范逸臣、趙傳                       | 拼盤演唱會              |
| 台北 | 台北國際會議中心 | 「如果有一天我不在 樹在 音樂人陳志遠紀念演唱會」 | 2011年12月10日 | 卓義峰、賴銘偉、楊培安                     | 拼盤演唱會              |
| 台北 | 台北小巨蛋       | 2012超犀利趴 趴三Super Slipper團團團團團         | 2012年8月25日  | 五月天、四分衛、董事長、亂彈、脫拉庫等藝人 | 拼盤演唱會 擔任表演嘉賓 |
| 台北 | 板橋市民廣場     | 新北市歡樂耶誕城                                 | 2015年12月20日 | 羅志祥、蕭敬騰、田馥甄、蔡健雅等20組藝人   | 拼盤演唱會              |
| 宜蘭 | 宜蘭運動公園     | 2016宜蘭市月夜樂精彩 星光音樂會                  | 2016年9月10日  | 許富凱、Under Lover等                      | 拼盤演唱會              |

## 電影作品
- 《七匹狼》
- 《七匹狼2》

## 外部連結
- 姚可傑的Facebook專頁